# 新疆维吾尔自治区科学技术厅
新疆维吾尔自治区科学技术厅（維吾爾語：شىنجاڭ ئۇيغۇر ئاپتونوم رايونلۇق پەن–تېخنىكا نازارىتى‎）是新疆维吾尔自治区人民政府的组成部门，负责管理新疆维吾尔自治区的科学技术工作。